# Walter Medley Tattersall
Walter Medley Tattersall (8 de novembro de 1882 - 5 de outubro de 1943) foi um zoólogo do Reino Unido.

## Trabalhos
- Tattersall, W. M. & Tattersall, O. S.: British Mysidacea, Pisces Conservation Ltd. ISBN 1-904690-09-2.